# Ѵ́
Ne doit pas être confondu avec la lettre latine v accent aigu (V́ v́).
Ѵ́ (minuscule : ѵ́), appelée ijitsa accent aigu, est une lettre de l’alphabet cyrillique qui a été utilisée en ossète. Elle est composée de la lettre ijitsa avec un accent aigu.

## Utilisations
Le ѵ́ a été utilisé en ossète par Anders Johan Sjögren au XIe siècle ou dans le dictionnaire ossète-russe-allemand de Wsewolod Miller publié et complété par A. Freiman en 1927.

## Représentations informatiques
L’ijitsa accent aigu peut être représenté avec les caractères Unicode suivants (cyrillique, diacritiques) :
| formes    | représentations | chaînes de caractères | points de code | descriptions                                               |
| --------- | --------------- | --------------------- | -------------- | ---------------------------------------------------------- |
| capitale  | Ѵ́               | Ѵ◌́                    | U+0474 U+0301  | lettre majuscule cyrillique ijitsa diacritique accent aigu |
| minuscule | ѵ́               | ѵ◌́                    | U+0475 U+0301  | lettre minuscule cyrillique ijitsa diacritique accent aigu |